# 菅家一郎
菅家 一郎（かんけ いちろう、1955年（昭和30年）5月20日 - ）は、日本の政治家。
衆議院議員（4期）、復興副大臣、内閣府大臣政務官兼環境大臣政務官、会津若松市長（3期）、福島県議会議員（1期）、会津若松市議会議員（1期）などを歴任した。

## 経歴
福島県会津若松市生まれ。 会津若松市立謹教小学校、会津若松市立第二中学校、福島県立会津高等学校を経て、早稲田大学社会科学部を卒業。立正佼成会の信者であり、会津教会青年部長を務めていた時期がある。また、世界宗教者平和会議の準会員である。
1991年、会津若松市議会議員に初当選。1995年、福島県議会議員に初当選。1999年、会津若松市長に就任。2011年、任期満了に伴い退任。
2012年、第46回衆議院議員総選挙で福島4区に自由民主党から出馬し、初当選。2014年、第47回衆議院議員総選挙で福島4区に自由民主党から出馬し、維新の党の小熊慎司に416票差で敗れたものの、比例復活し再選。
2017年の第48回衆議院議員総選挙では希望の党に鞍替えした小熊を1,209票差で破り3選。
2018年、 第4次安倍改造内閣で環境大臣政務官兼内閣府大臣政務官に就任。
2019年9月、 第4次安倍第2次改造内閣で復興副大臣に就任。
2021年10月31日、第49回衆議院議員総選挙で小熊に敗れるも比例復活で4選。
2023年3月14日、自民党は小選挙区の区割り変更に伴い、新福島3区には菅家を擁立すると発表。旧福島3区の上杉謙太郎は比例東北ブロック単独で立候補することを決めた。
2024年9月27日に行われた自民党総裁選挙において、1回目の投票、決選投票のいずれも石破茂に投じた。
同年10月9日、自民党は衆議院議員選挙（10月27日執行）の第1次公認候補として、小選挙区265人、比例代表14人の計279人の擁立を発表した。政治資金パーティーの裏金事件に関係した現職と元職のうち12人を非公認とし、その中に菅家も含まれた。12日、総選挙に出馬しない意向を表明した。同じく自民党から非公認となった上杉が福島3区から立候補することとなった（結果は落選）。

## 政策
- 憲法改正に賛成[17]。
- 集団的自衛権の行使を禁じた政府の憲法解釈を見直すことに賛成[17]。
- 日本の核武装について検討すべきでないとしている[17]。
- 女性宮家の創設に反対[17]。
- 2013年11月26日、特定秘密保護法案の採決で賛成票を投じている[18]。
- 選択的夫婦別姓制度導入について、「どちらとも言えない」としている[19]。
- 「消費税の軽減税率を0％として全品目に適用すること」を掲げた『「令和の恐慌」回避のための50兆円規模の補正予算編成に関する提言』に賛同している[20]

## 人物・不祥事

### 公職選挙法違反疑惑
2019年2月、選挙区の会津若松市内で、政務官就任時の写真やカレンダーが印字された印刷物を無償で有権者に配布していたことが判明した。選挙区内での寄付行為を禁止している公職選挙法に抵触する恐れがあるが、菅家の事務所は「室内用ポスターであり、寄付にはあたらない」としている。

### 政治資金パーティー収入の裏金問題
自民党5派閥が開いた政治資金パーティーをめぐる問題で、自民党は2024年2月13日、党所属のすぺての国会議員らを対象に実施したアンケートの集計結果を公表した。菅家はノルマの超過分に対する清和政策研究会（安倍派）からのキックバックとして、2018年から2022年にかけての5年間で計1289万円を裏金にしていたことが明らかとなった。
同年5月14日、衆議院政治倫理審査会は、裏金事件に関与しながら同審査会で弁明していない自民党議員44人に出席と説明を求める野党の申立てを全会一致で可決した。同月17日、参議院政治倫理審査会も同様に、弁明していない議員29人に出席と説明を求める申立てを全会一致で可決した。菅家を含む関係議員73人は全員出席を拒否した。
同年5月27日、記者会見を開き、裏金計1,289万円を自身が代表を務める政党支部に個人名義で寄付し、約148万円の税額控除を受けていたと明らかにした。租税特別措置法では個人が政党支部などに寄付した場合、寄付額の約3割が所得税から控除されるか、課税対象の所得から寄付分が差し引かれることになっている。本人は既に政治資金収支報告書を修正のうえ、控除された全額を国庫に返還したと主張している。同年8月6日、東京地検特捜部は政治資金規正法違反容疑で告発された菅家のほか、関係政治団体の会計責任者をいずれも嫌疑なしで不起訴処分にした。

## 所属団体・議員連盟
- 自民党たばこ議員連盟[28]
- 神道政治連盟国会議員懇談会[29]
- みんなで靖国神社に参拝する国会議員の会[29]
- TPP交渉における国益を守り抜く会

## 選挙歴
| 当落 | 選挙                         | 執行日         | 年齢 | 選挙区           | 政党       | 得票数    | 得票率 | 定数 | 得票順位 /候補者数 | 政党内比例順位 /政党当選者数 |
| ---- | ---------------------------- | -------------- | ---- | ---------------- | ---------- | --------- | ------ | ---- | ------------------ | ---------------------------- |
| 当   | 1991年会津若松市議会議員選挙 | 1991年         | 35   |                  |            |           |        |      | /                  | /                            |
| 当   | 1995年福島県議会議員選挙     | 1995年4月      | 39   | 会津若松市選挙区 |            |           |        |      | /                  | /                            |
| 当   | 1999年会津若松市長年選挙     | 1999年4月      | 44   |                  | 無所属     |           |        | 1    | 1/                 | /                            |
| 当   | 2003年会津若松市長年選挙     | 2003年4月27日  | 47   |                  | 無所属     | 3万6979票 |        | 1    | 3/2                | /                            |
| 当   | 2007年会津若松市長年選挙     | 2007年4月22日  | 51   |                  | 無所属     | 2万9536票 | 49.01% | 1    | 1/4                | /                            |
| 当   | 第46回衆議院議員総選挙       | 2012年12月16日 | 57   | 福島県第4区      | 自由民主党 | 7万1751票 | 34.18% | 1    | 1/4                | /                            |
| 比当 | 第47回衆議院議員総選挙       | 2014年12月14日 | 59   | 福島県第4区      | 自由民主党 | 5万6856票 | 42.48% | 1    | 2/4                | 1/5                          |
| 当   | 第48回衆議院議員総選挙       | 2017年10月22日 | 62   | 福島県第4区      | 自由民主党 | 6万8282票 | 44.66% | 1    | 1/4                | /                            |
| 比当 | 第49回衆議院議員総選挙       | 2021年10月31日 | 66   | 福島県第4区      | 自由民主党 | 7万3784票 | 49.04% | 1    | 2/2                | 3/6                          |